# Ferrochrom

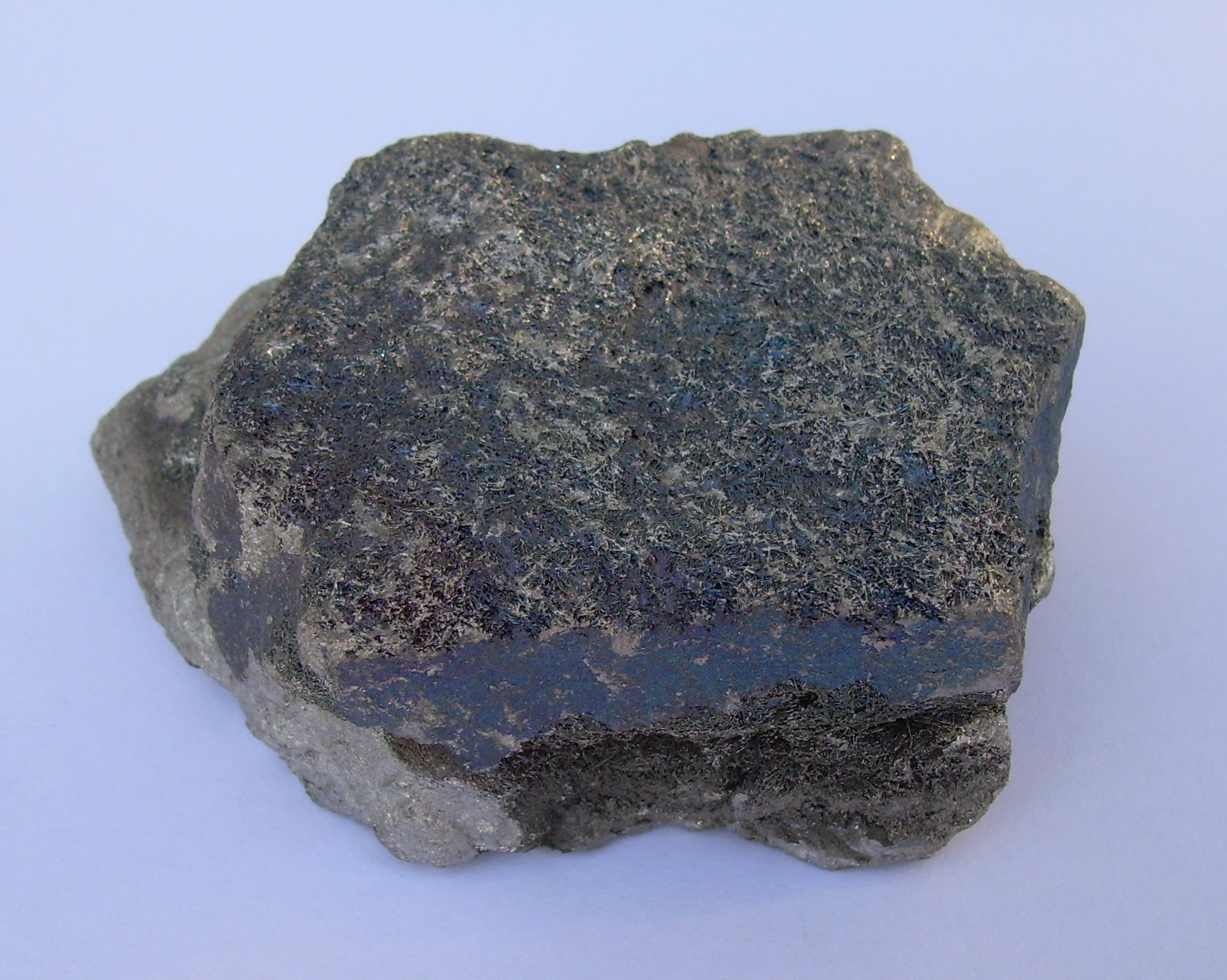
Ferrochrom

Ferrochrom ist eine Vorlegierung aus Eisen, Chrom und gelegentlich Kohlenstoff oder Stickstoff; beim Ferrochromsilicium bzw. Ferrosilicochrom zusätzlich mit Silicium.
Die Herstellung erfolgt durch Reduktion von Chromerz mit Kohle im Lichtbogenofen.
Bei Ferrochrom liegt der Chromgehalt zwischen 45 und 95 %, bei Ferrochromsilicium zwischen 28 % und 40 %.
Ferrochrom wird hauptsächlich als Legierungszusatz zur Herstellung von chromlegierten Stählen verwendet.

## Verwendung
Über 80 % des weltweit hergestellten Ferrochroms wird zur Herstellung von rostfreiem Stahl genutzt. Im Jahr 2006 wurden 28 Mio. Tonnen rostfreier Stahl hergestellt. Die Korrosionsbeständigkeit und das Aussehen von rostfreiem Stahl ist abhängig vom Chromgehalt. Der durchschnittliche Chromgehalt in rostfreiem Stahl beträgt etwa 18 %. Ferrochrom aus dem südlichen Afrika, bekannt als „charge chrome“, wird aus einem Chromerz mit niedrigem Chromgehalt hergestellt.

## Bezeichnungen und Zusammensetzung
Ferrochrom und Ferrochromsilicium, Werkstoffnummern 0.40xx, werden auf Grund ihrer Zusammensetzung üblicherweise in fünf Gruppen unterteilt:
| Benennung                       | Cr-Gehalt [%] | C-Gehalt [%] | Si-Gehalt [%] | N-Gehalt [%]         |
| ------------------------------- | ------------- | ------------ | ------------- | -------------------- |
| Ferrochrom suraffiné            | 55 bis 95     | < 0,5        | < 1,5         | < 0,05 bzw. 3 bis 10 |
| Ferrochrom affiné               | 55 bis 75     | 0,5 bis 2,0  | < 1,5         | ---                  |
| Ferrochrom carburé              | 45 bis 70     | 4 bis 10     | bis 5         | ---                  |
| Ferrochromsilicium (Si niedrig) | 35 bis 40     | < 0,1        | 35 bis 40     | ---                  |
| Ferrochromsilicium (Si hoch)    | 28 bis 35     | < 1,5        | 45 bis 55     | ---                  |